# كيث هارود
كيث هارود (بالإنجليزية: Keith Harwood)‏ هو مونتير ومهندس الصوت ومهندس أمريكي، ولد في 1940، وتوفي في 3 سبتمبر 1977 بسبب حادث مرور.

## وصلات خارجية
- كيث هارود على موقع ميوزك برينز (الإنجليزية)
- كيث هارود على موقع أول ميوزيك (الإنجليزية)
- كيث هارود على موقع ديسكوغز (الإنجليزية)